# NGC 2108
NGC 2108 (również ESO 57-SC33) – gromada otwarta, znajdująca się w gwiazdozbiorze Złotej Ryby, w Wielkim Obłoku Magellana. Odkrył ją John Herschel 16 grudnia 1835 roku.